# Kerk van de Aartsengel Michaël (Warschau)
De Kerk van de Aartsengel Michaël (Pools: Cerkiew św. Michała Archanioła w Warszawie) in Warschau was een aan de Aleje Ujazdowskie gelegen orthodoxe kerk. Het was een van de garnizoenskerken voor de in Warschau gelegerde Russische troepen, met name voor het Litouwse Regiment.
Het kerkgebouw werd in de jaren 1892-1894 gebouwd in een gebied waar veel welgestelde Russen woonden. De kerk werd na het verlaten van de Russische troepen uit Warschau in 1915 gesloten en raakte vervolgens langzamerhand in verval. Het deed nog enige tijd als een protestants kerkgebouw dienst, maar nadat Polen zijn onafhankelijkheid herwon na de Eerste Wereldoorlog, werd de kerk in 1923 als onderdeel van de sloop van de orthodoxe kerken in het land afgebroken.